# Балгіс Осман-Елаша
Балгіс Осман-Елаша — суданська кліматологиня, яка вивчає наслідки зміни клімату в Африці та сприяє сталому розвитку та адаптації до зміни клімату. Вона була провідною авторкою Четвертої оціночної доповіді МГЕЗК, яка принесла Міжурядовій групі експертів зі зміни клімату Нобелівську премію миру, і вона була названа Чемпіоном Землі за програмою ООН з навколишнього середовища 2008 року.

## Кар'єра
Осман-Елаша працює кліматологинею та експерткою зі зміни клімату в Африканському банку розвитку з 2009 року. Вона описала серйозні наслідки зміни клімату в Африці, зокрема в регіоні Африканського Рогу; сприяння адаптації до зміни клімату; і вказала на неоднаковий внесок промислово розвинених країн у зміну клімату. Вона зазначає, що маргіналізовані люди, і особливо жінки, непропорційно страждають від негативних наслідків зміни клімату через їхню залежність від природних ресурсів, що знаходяться під загрозою, і через те, що бідність обмежує їх здатність адаптуватися.
Осман-Елаша розпочала свою кар'єру, займаючись лісництвами в Національній корпорації лісів Судану у 1980-х роках. Її проект Fuelwood Development for Energy наголошував на громадському лісництві, збереженні палива та сталому управлінні лісами. У рамках цього проєкту її команда розповсюдила вдосконалені плити, щоб зменшити використання дров. Вона вважає, що ця робота познайомила її з мінливістю клімату, яка спостерігається в сільській місцевості Судану, і з проблемами, з якими стикаються сільські громади.
Осман-Елаша розпочала роботу зі зміни клімату як дослідниця у відділі зміни клімату Вищої ради з навколишнього середовища та природних ресурсів Судану. Її робота там включала проведення аналізу парникових газів, завдяки чому вона усвідомила зв'язок між зростанням парникових газів і вирубкою лісів у Судані. Її дослідження стосувалися вразливості до зміни клімату та адаптації в регіонах, схильних до посухи.
Осман-Елаша є членом Міжурядової групи експертів зі зміни клімату та був провідним автором Четвертої оціночної доповіді IPCC. Вона була присутня на церемонії вручення Нобелівської премії як представниця IPCC, коли організація отримала Нобелівську премію миру 2007 року за цю роботу.
У 2008 році Осман-Елаша отримала нагороду "Чемпіони Землі" Програми ООН з навколишнього середовища. У цитаті про нагороду зазначено, що «акцент докторки Осман-Елаша на глобальному потеплінні та адаптації в Судані є життєво важливим, враховуючи сильний взаємозв'язок між зміною клімату та конфліктом у країні», а також відзначено її роботу з навчання студентів університету питанням зміни клімату.

## Особисте життя
Осман-Елаша родом із Судану. Її батько працював у банку та ресторані в Хартумі. У неї десять братів і сестер.
У 1980-х рокахВона відвідувала Хартумський університет, коли там було мало студенток. Вона має ступінь бакалавра наук у галузі сільського та лісового господарства, ступінь магістра в галузі екології та ступінь доктора наук у галузі лісового господарства.
Осман-Елаша одружена, має трьох дітей.

## Вибрані видання
- Osman-Elasha, Balgis (2012-04-17). «In the shadow of climate change». UN Chronicle. 46 (4): 54–55. https://doi.org/10.18356/5d941c92-en
- Elasha, B. O. (2010). Mapping of climate change threats and human development impacts in the Arab region. UNDP Arab Development Report–Research Paper Series, UNDP Regiona Bureau for the Arab States. https://arab-hdr.org/wp-content/uploads/2020/12/paper02-en.pdf
- Nyong, A., Adesina, F. & Osman Elasha, B. (2007). The value of indigenous knowledge in climate change mitigation and adaptation strategies in the African Sahel. Mitigation and Adaptation Strategies for Global Change 12, 787—797. https://doi.org/10.1007/s11027-007-9099-0
- Osman-Elasha, B., Goutbi, N., Spanger-Siegfried, E., Dougherty, B., Hanafi, A., Zakieldeen, S., … & Elhassan, H. M. (2006). Adaptation strategies to increase human resilience against climate variability and change: Lessons from the arid regions of Sudan. Assessments of impacts and adaptations to climate change (AIACC) working paper, 42. http://www.start.org/Projects/AIACC_Project/working_papers/Working%20Papers/AIACC_WP42_Osman.pdf
- Elasha, B. O., Elhassan, N. G., Ahmed, H., & Zakieldin, S. (2005). Sustainable livelihood approach for assessing community resilience to climate change: case studies from Sudan. Assessments of impacts and adaptations to climate change (AIACC) working paper, 17.